# Герберт Баройтер
Герберт Баройтер (нім. Herbert Bareuther; 29 липня 1914, Егерланд — 30 квітня 1945, Пазевальк) — німецький льотчик-ас винищувальної авіації, лейтенант люфтваффе (1944). Кавалер Лицарського хреста Залізного хреста.

## Біографія
В 1939 році вступив в люфтваффе. Весною 1941 року направлений на службу в 51-у винищувальну ескадру. Учасник Німецько-радянської війни. 22 червня 1941 року збив свій перший літак (бомбардувальник ДБ-3). В серпні 1944 року збитий у повітряному бою над Варшавою, катапультувався і був захоплений польськими партизанами, але зумів втекти. В лютому 1945 року переведений в 4-у групу 3-ї винищувальної ескадри, у складі якої здобув 11 перемог. Загинув під час бойового вильоту, коли його літак був збитий радянською зенітною артилерією. Всього за час війни збив 55 радянських літаків.

## Нагороди
- Нагрудний знак пілота
- Залізний хрест 2-го і 1-го класу
- Почесний Кубок Люфтваффе (15 лютого 1943)
- Авіаційна планка винищувача в золоті
- Нагрудний знак «За поранення» в чорному
- Німецький хрест в золоті (3 квітня 1944)
- Лицарський хрест Залізного хреста (5 травня 1945, посмертно)